# Durdice
Durdice je malá vesnice, část obce Heřmaničky v okrese Benešov. Nachází se asi 2 km na sever od Heřmaniček. Prochází zde silnice II/121. V roce 2009 zde bylo evidováno 11 adres.
Durdice leží v katastrálním území Arnoštovice o výměře 5,64 km².

## Historie
První písemná zmínka o vesnici pochází z roku 1382.

## Pamětihodnosti
- Návesní kaple se nalézá u silnice ve vesnici.
- Na kapli je umístěná pamětní deska padlým spoluobčanům v I. světové válce.

## Galerie

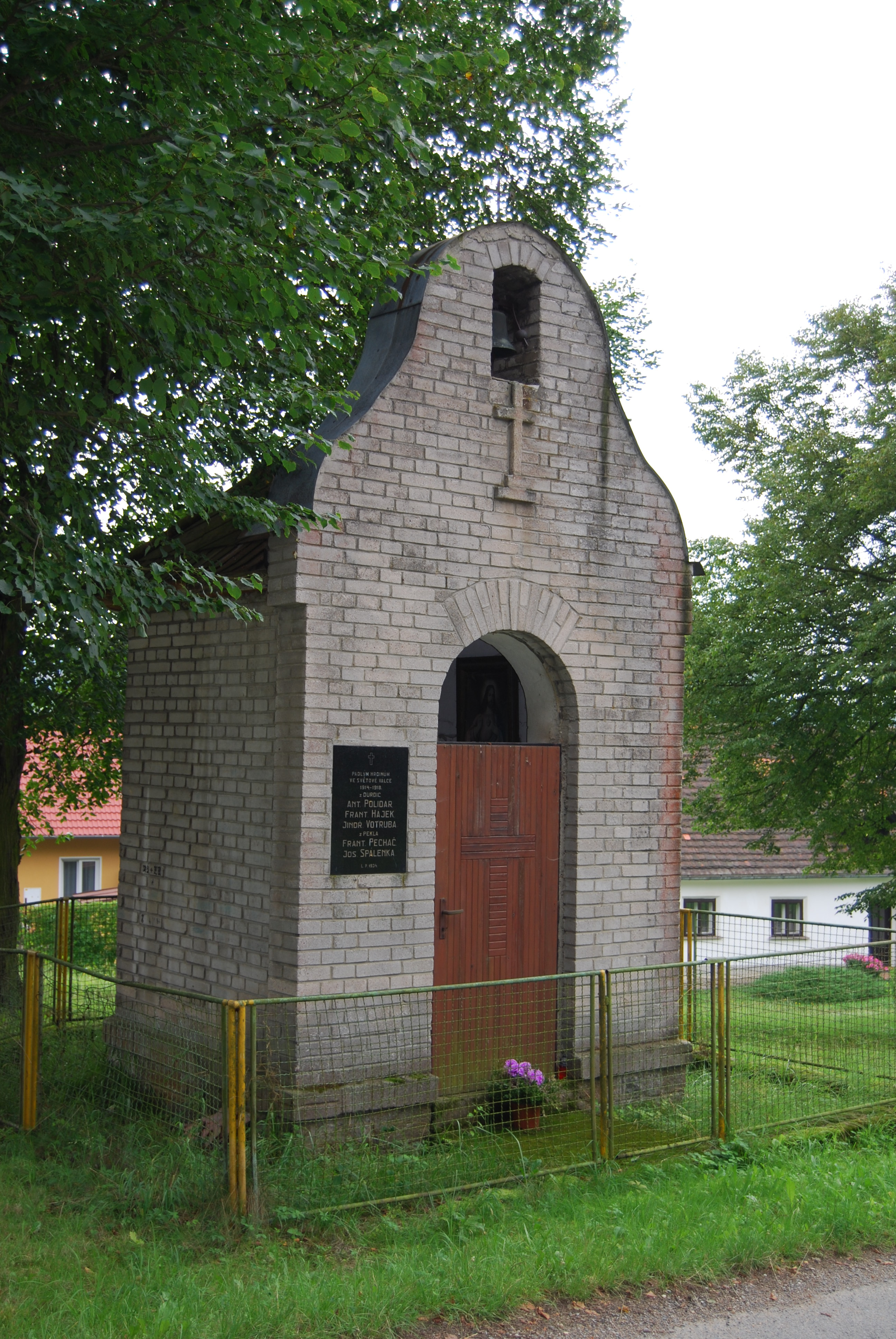
Kaple
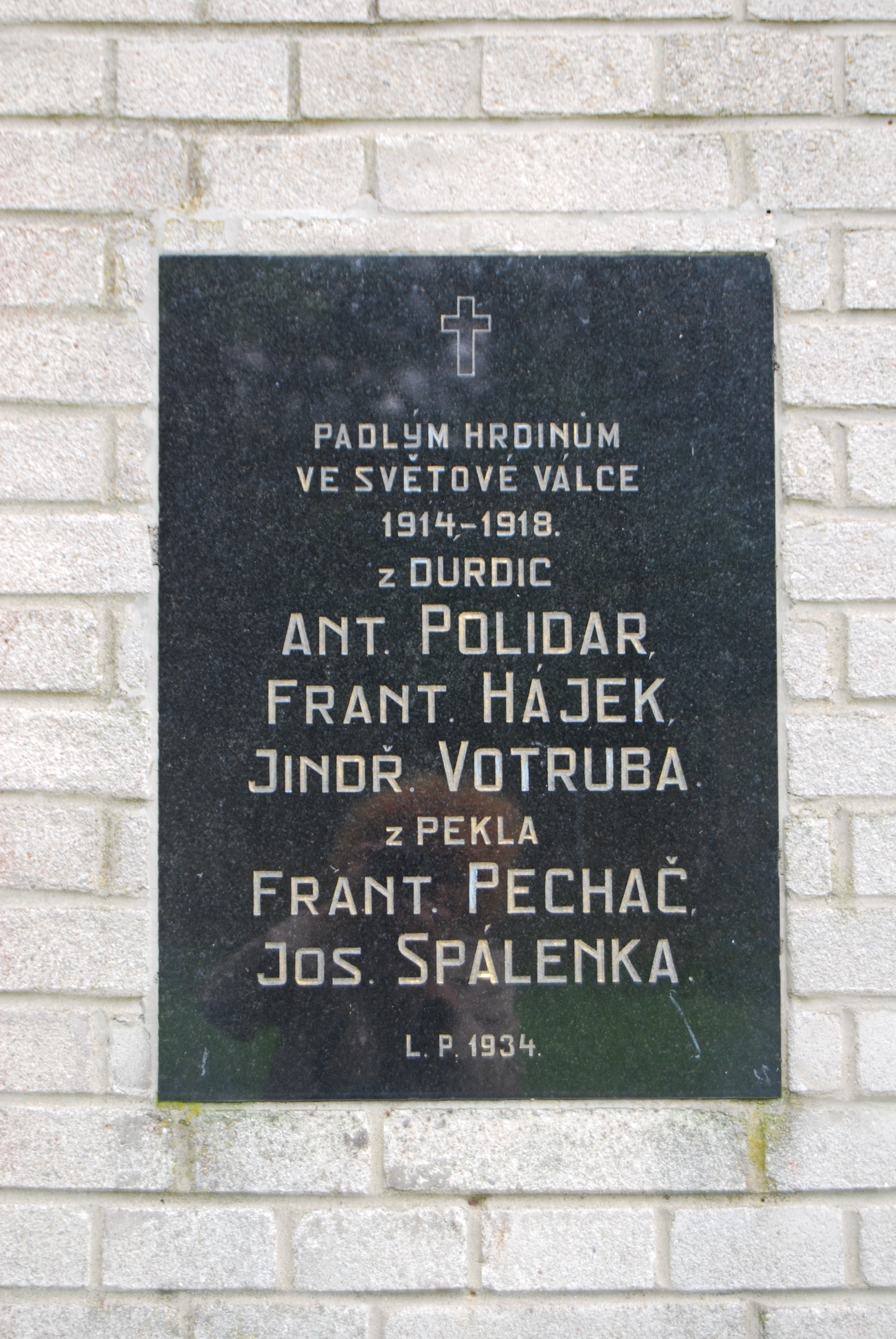
Detail pamětní desky
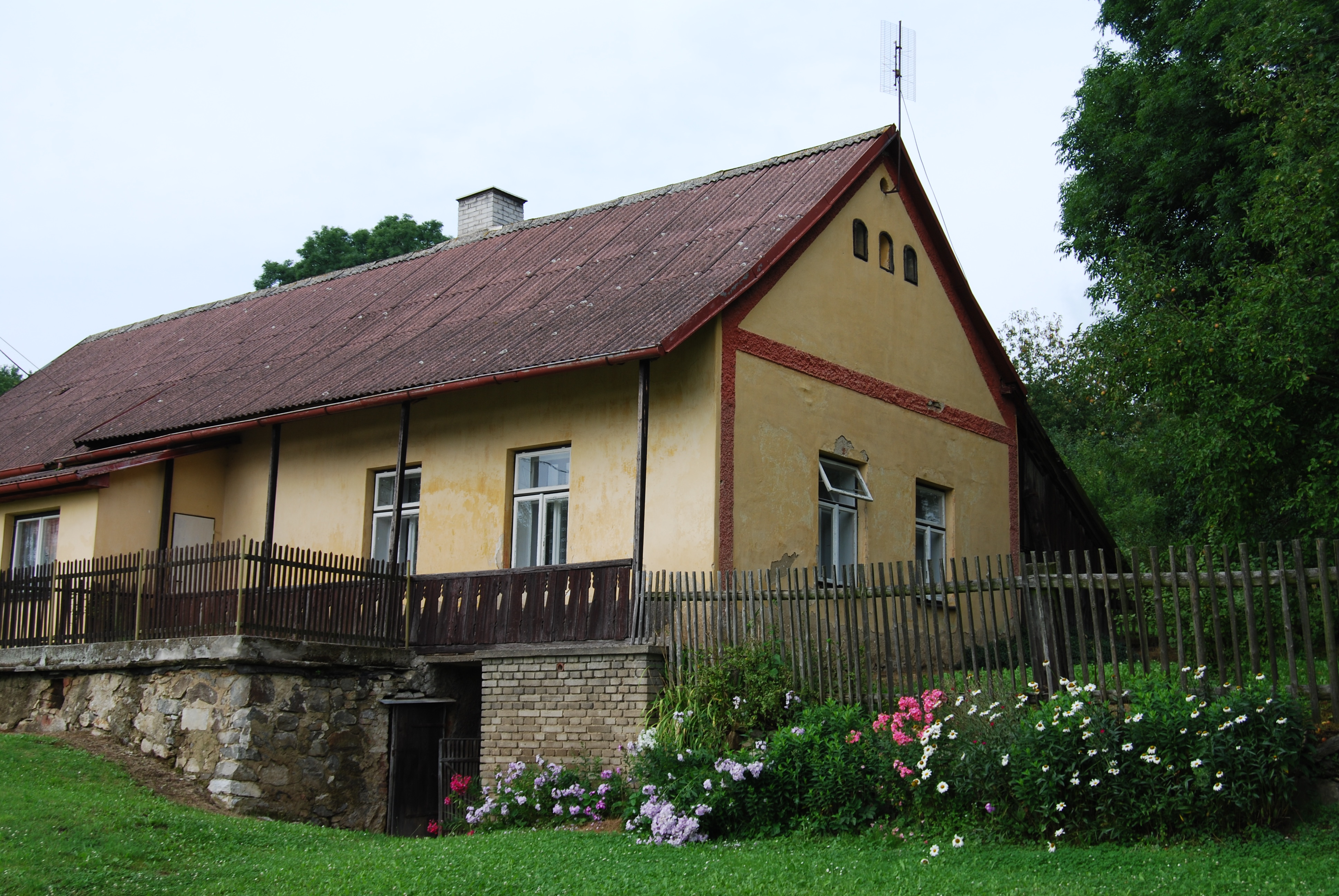
Dům ve vsi